# Polystichum uahukaense
Polystichum uahukaense är en träjonväxtart som beskrevs av David H. Lorence och W.L.Wagner. Polystichum uahukaense ingår i släktet Polystichum och familjen Dryopteridaceae. Inga underarter finns listade.